# Tarnowiec
Tarnowiec è un comune rurale polacco del distretto di Jasło, nel voivodato della Precarpazia.
Ricopre una superficie di 63,1 km² e nel 2004 contava 9 149 abitanti.